# 管海龍
管海龍（学名：Syngnathus auliscus），為輻鰭魚綱棘背魚目海龍魚科的其中一種，分布於東太平洋區，從美國加州南部至南美洲秘魯北部海域，體長可達18公分，棲息在沿海的海藻床。